# Virignin
Virignin är en kommun i departementet Ain i regionen Auvergne-Rhône-Alpes i östra Frankrike. Kommunen ligger  i kantonen Belley som ligger i arrondissementet Belley. Kommunens areal är 7,88 km². År 2022 hade Virignin 1 122 invånare.

## Befolkningsutveckling
Antalet invånare i kommunen Virignin
Referens: INSEE